# 蒋雁行

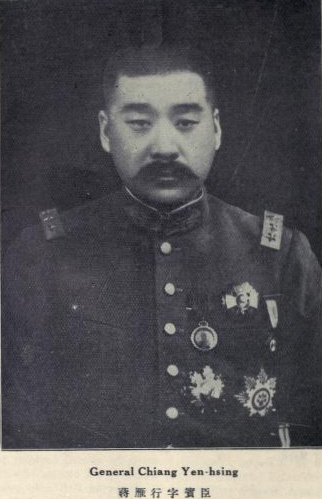

蒋雁行（1875年—1941年），字賓臣，直隷省河間府阜城县人，民国初年政治人物及军事将领。

## 生平
他早年从北洋武備学堂毕業後到日本留学。1901年（光緒27年）他入学陸軍士官学校第1期步兵科。毕业归国後，他任江蘇江北督練公署参議兼陸軍第13協協統。此後，他任江北都督、江淮检察使。
1912年（民国元年），他任東海荒墾局局長。1913年（民国2年）8月，他升任江北護軍使。1914年（民国4年），他任北京政府陸軍訓練总監。1916年（民国5年）10月，由于绥远不是直、皖两系必争的地盘，段祺瑞选择了没有兵权实力的直系蒋雁行接任綏遠都統。10月27日带北洋陆军蔡成勋第一师的褚恩荣旅就任。下车伊始，褚旅的一个整营被巨匪卢占魁部消灭于毛忽洞地方。经此惨败，蒋雁行感到只能收抚。在固阳黑教堂（现达茂旗哈教）神甫南怀义，大地主孙板达子，后套的王同春等人斡旋下，于民国六年（1917年）农历二月中旬，对卢占魁独立队在黑教堂经过点编，收抚为绥远骑兵游击旅，发放一万多张免死证，任卢占魁为旅长，全旅移驻后套的乌兰脑包镇一带。绥远绅商认为蒋雁行收编卢占魁是失策，原来依附于卢部的各股独立队，仍盘踞在大青山、两狼山后及沙拉木里河、托城、和林、清水河一带四处劫掠；尤其是蒋让种鸦片，不改潘矩楹暴政。在京议员李景泉、省议员杨作舟（杨修渠），分别提出弹劾案，并推段履庄、荣祥进京上告。这时蒋雁行到京出席督军团会议。行前，归绥道尹申葆亨代理都统职务，警备司令托付给副官处长张朝风。但申、张二人丧失警惕，很快就放王丕焕夺权。
1917年（民国6年）7月辞任并从军政界引退。
1920年（民国9年）8月，他任参謀本部次長，復归军政界。1923年（民国12年）3月，他改任蒙疆善後委員会委員。民国14年（1925年）10月，他被任命为吴佩孚手下的14省聯軍总参謀長。1926年（民国15年）8月，他署陸軍总長。1927年（民国16年）1月，他被罷免而下野。1931年（民国20年）之后，他在北平居住。
1941年（民国30年）他去世。享年67岁。